# Opuntia fragilis
Opuntia fragilis là một loài thực vật có hoa trong họ Cactaceae. Loài này được (Nutt.) Haw. mô tả khoa học đầu tiên năm 1819.

## Hình ảnh

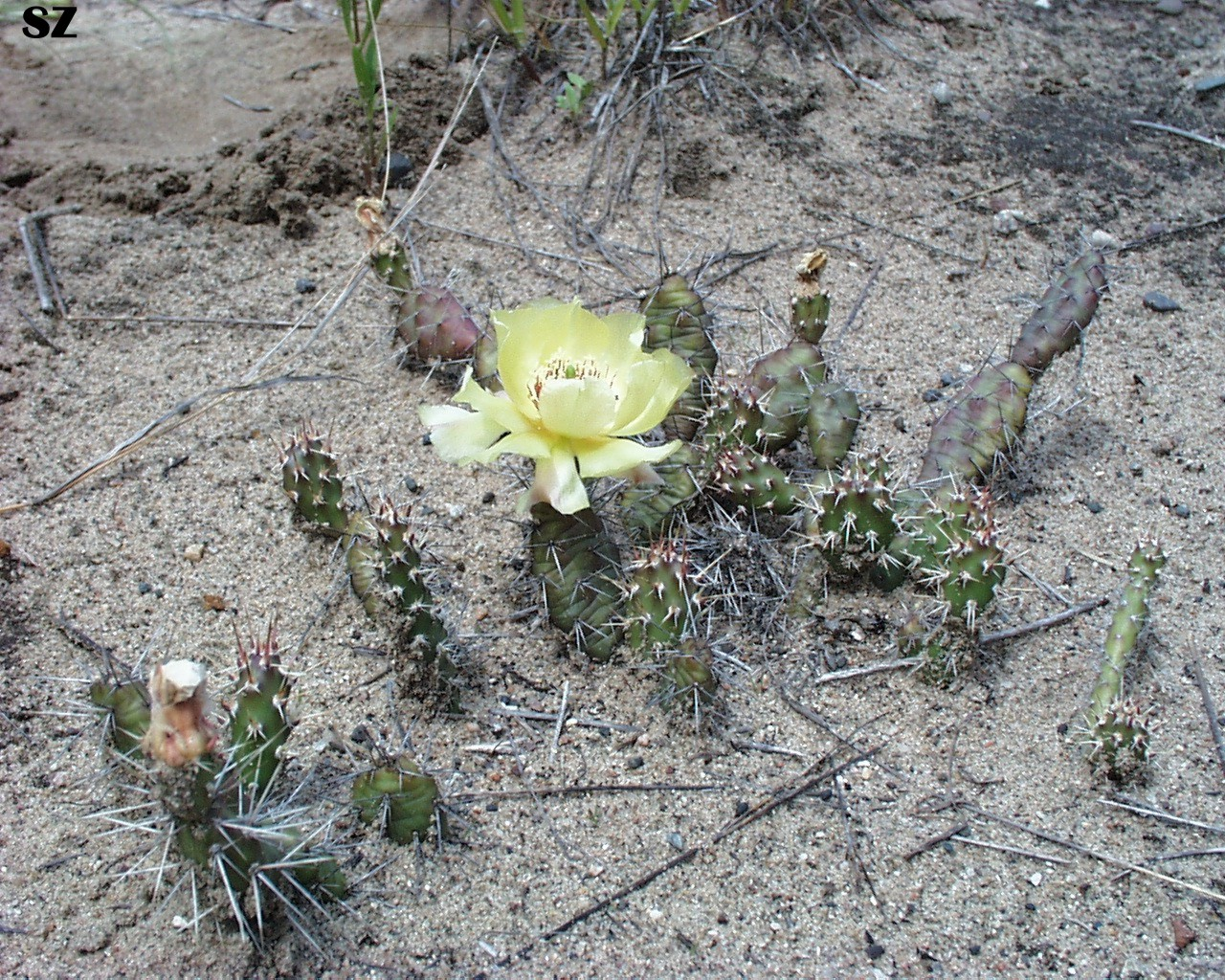
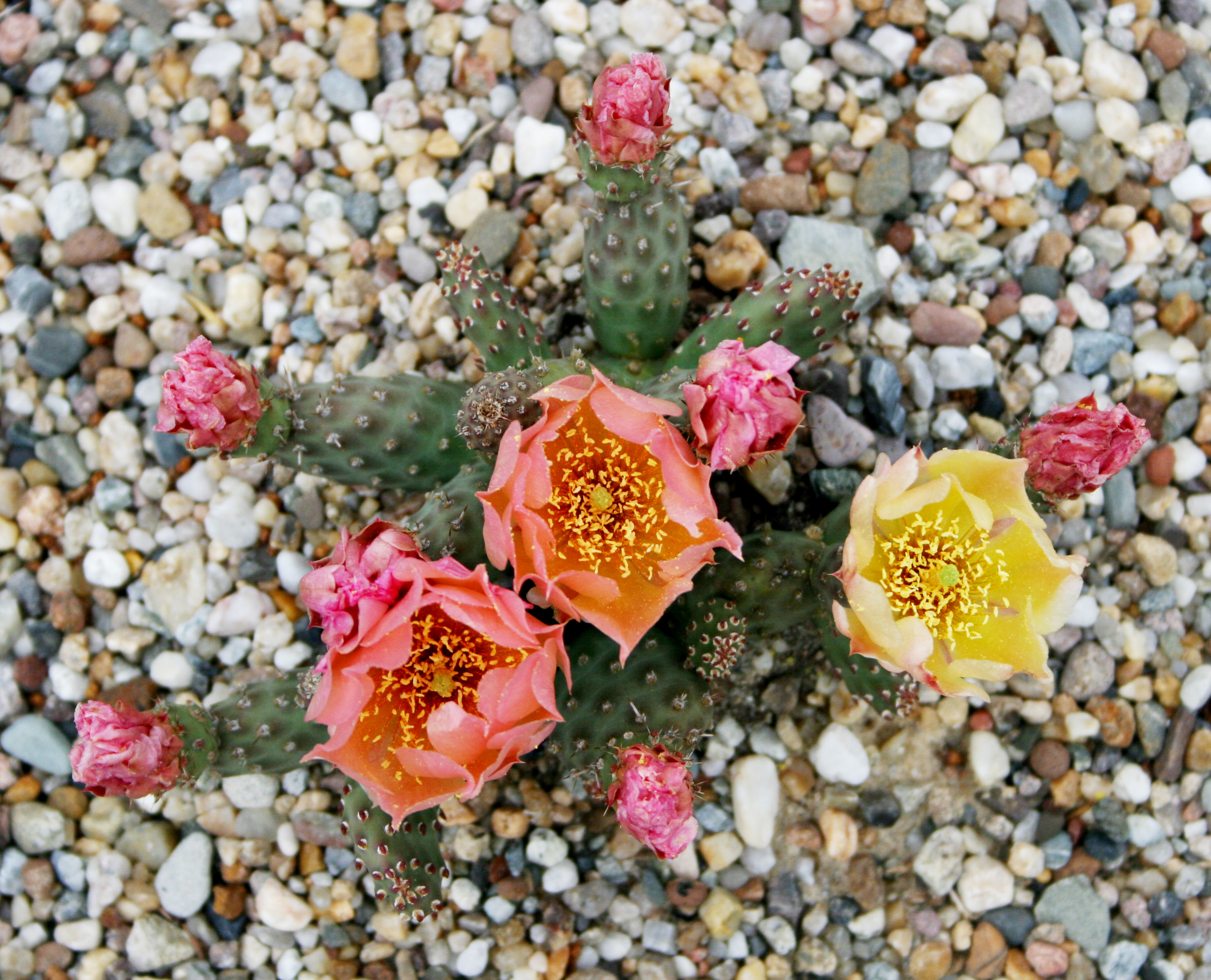
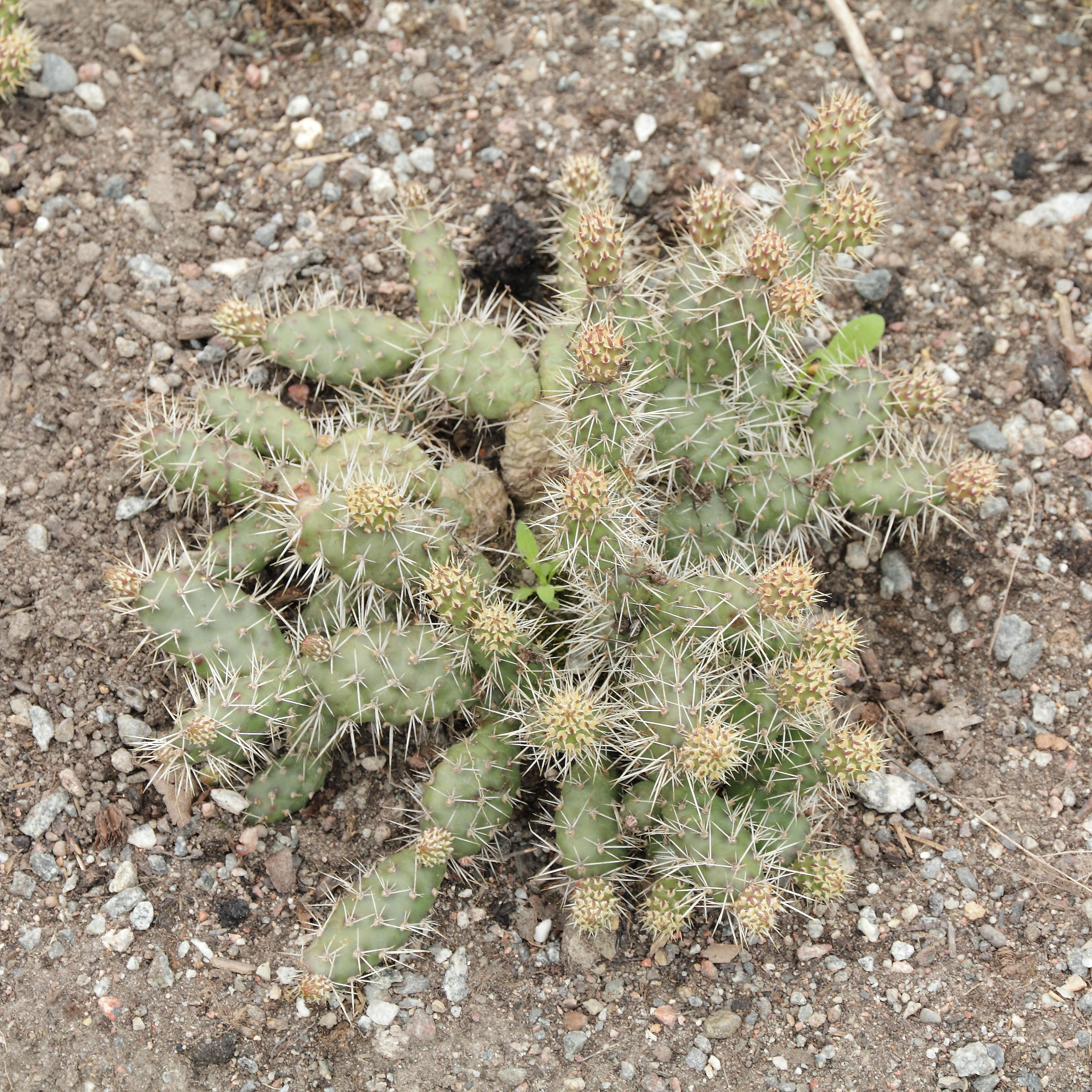